# Kini-Kini
Pour les articles homonymes, voir Kini et Pachito Alonso y sus Kini Kini.
Kini-Kini est une commune située dans le département de Doumbala de la province de Kossi au Burkina Faso.